# Anomalopus gowi
Anomalopus gowi är en ödleart som beskrevs av  Allen E. Greer och COGGER 1985. Anomalopus gowi ingår i släktet Anomalopus och familjen skinkar. IUCN kategoriserar arten globalt som livskraftig. Inga underarter finns listade i Catalogue of Life.

## Bildgalleri

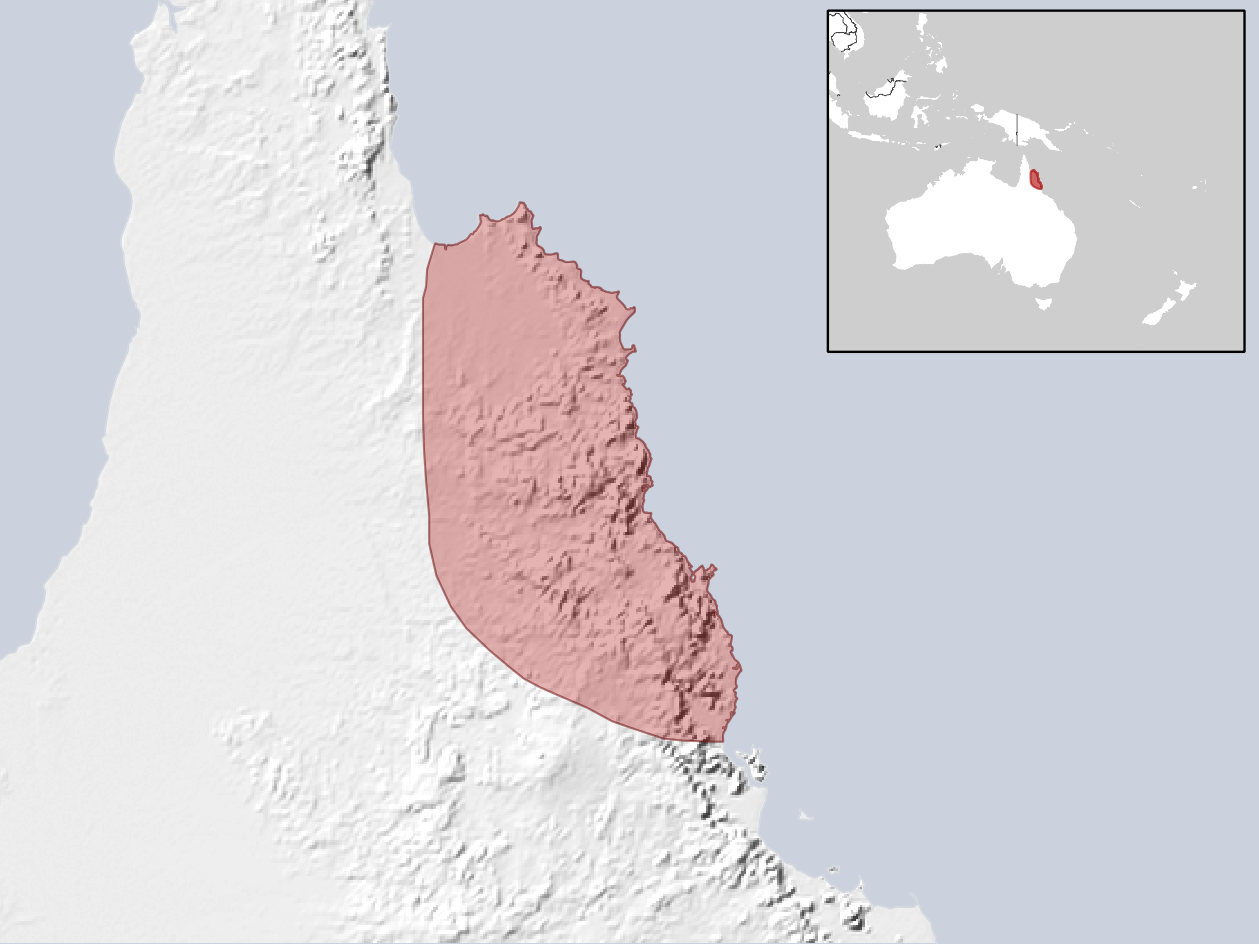